# سد لانگکایکو
سد لانگکایکو (به لاتین: Longkaikou Dam) یک سد و نیروگاه برقابی در چین است.